# Procerochasmias septemcingulatus
Procerochasmias septemcingulatus är en stekelart som beskrevs av Heinrich 1938. Procerochasmias septemcingulatus ingår i släktet Procerochasmias och familjen brokparasitsteklar. Inga underarter finns listade i Catalogue of Life.